# محاولات اغتيال فولوديمير زيلينسكي

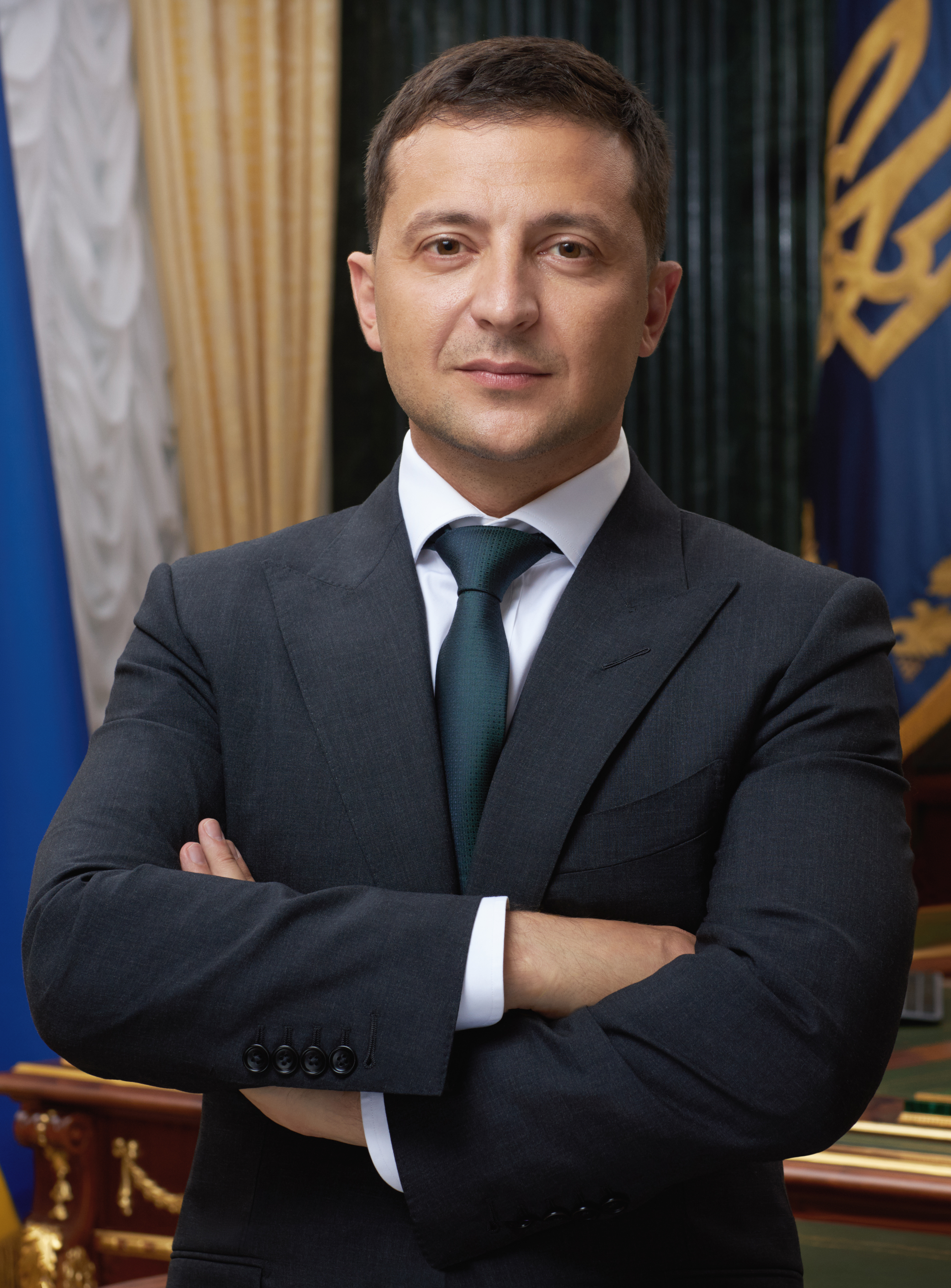
الرئيس الأوكراني فولوديمير زيلينسكي الذي تعرَّض لأكثر من محاولة اغتيال خلال الغزو الروسي لأوكرانيا

صرَّح السيّد ميخائيل بودولياك المستشار لرئيس أوكرانيا فولوديمير زيلينسكي بأنّه يعتقدُ أنَّ الرئيس قد نجا من أكثر من اثنتي عشرة محاولة اغتيال.

## خلفيّة
من أجل إنهاء الغزو الروسي لأوكرانيا عام 2022 بسرعة، كانَ من المخطّط أن تدخل جماعات عسكريّة تتبعُ الحكومة الروسيّة مدينة كييف عاصمة أوكرانيا وتُحاول تدمير القيادة الأوكرانية من خلال اغتيال القادة. صرَّحَ المستشار الرئاسي الأوكراني ميخائيل بودولياك أنَّ «نيّة روسيا الرئيسية هي إزالة القيادة العليا في البلاد، وخلق أقصى درجات الذعر ومحاولة تشكيل حكومتها العميلة».
أمرَ الرئيس الروسي، فلاديمير بوتين في أوائل شباط/فبراير 2022 الزعيم الشيشاني رمضان قديروف بالتخلّص من الزعماء الأوكرانيين. أفادت التقارير أنَّ أكثر من 400 من المرتزقَة الروس من مجموعة فاغنر، كانوا في كييف بحلول أواخر شباط/فبراير 2022، مع أوامر باغتيال زيلينسكي وزعزعة استقرار الحكومة بما يكفي لتولي روسيا زمام الأمور.

## المحاولات المزعومة

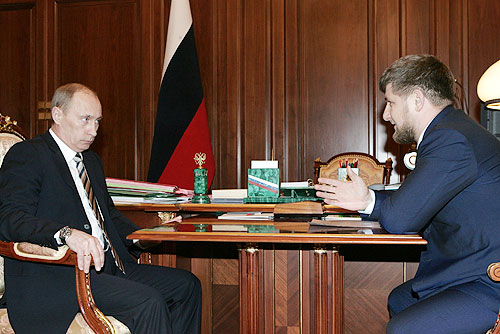
الزعيم الشيشاني رمضان قديروف (على اليمين) مع الرئيس الروسي فلاديمير بوتين. رمضان مشاركٌ هو الآخر في هذا الغزو ويقفُ حسب مصادر أوكرانيّة خلف إحدى محاولات اغتيال الرئيس الأوكراني.

برزت رواياتٌ متضاربةٌ عن عدد محاولات الاغتيال التي تمَّت ضد زيلينسكي، فقد أشارَ المستشار الرئاسي بودولياك إلى القضية أثناء حديثه إلى موقعِ برافدا الإخباري الأوكراني، قائلاً: «يتحدث شركاؤنا الأجانب عن محاولتين أو ثلاث محاولات. أعتقد أنه كانت هناك أكثر من اثنتي عشرة محاولة».
ذكرَ رئيس مجلس الأمن القومي الأوكراني أوليكسي دانيلوف في أوائل آذار/مارس 2022 إنَّ زيلينسكي نجا من ثلاث محاولاتِ اغتيالٍ في أسبوعٍ واحد. نَسَبَ دانيلوف الفضل في إحباطِ العمليّات الثلاث لضباط مخابرات مناهضين للحرب داخل جهاز الأمن الفيدرالي الروسي والذين تبادلوا – بحسبِ أوليكسي دانيلوف – المعلومات مع القوات الأوكرانية حول الهجمات المخطَّط لها من قبل مجموعتَين من القَتَلة من الشيشان.
على جانبٍ مغايرٍ وخلال مقابلةٍ مع شبكة سي بي إس، أعلنَ وزير الخارجيّة الأمريكي أنتوني بلينكن أنَّ الحكومة الأوكرانية استعدَّت لموت زيلينسكي المُحتمَل في الغزو، لكنها لم تكشفْ عن تفاصيل إضافيّة.